# Edith Graf-Litscher
Edith Graf-Litscher, née le 25 mars 1964 à Uster (originaire de Sevelen et Wolfhalden), est une personnalité politique du canton de Thurgovie, membre du Parti socialiste.
Elle est députée du canton de Thurgovie au Conseil national pendant cinq législatures, de mai 2005 à novembre 2023.

## Biographie
Edith Graf-Litscher naît Edith Litscher le 25 mars 1964 à Uster, dans le canton de Zurich. Elle est originaire de Sevelen, dans le canton de Saint-Gall, et de Wolfhalden, dans celui d'Appenzell Rhodes-Extérieures. Elle grandit à Saint-Gall.
Elle exerce initialement la profession d'agent d'exploitation ferroviaire aux CFF dans plusieurs gares, puis travaille pour la caisse-maladie des CFF avant de diriger pendant huit ans le centre de services pour la Suisse orientale de la caisse-maladie Atupri à Zurich. Elle occupe ensuite un poste de secrétaire syndicale à temps partiel auprès du Syndicat du personnel des transports.
Elle est mariée à Harry Graf depuis 1988. Elle réside à Frauenfeld.

## Parcours politique
Elle siège au législatif de Frauenfeld de mai 2003 à mai 2005 et au Grand Conseil du canton de Thurgovie de avril 2004 à janvier 2006.
Elle accède au Conseil national le 30 mai 2005, à la suite du décès de Jost Gross (de). Elle y est réélue à quatre reprises et siège au sein de la Commission de gestion (CdG) jusqu'à fin 2009, puis à la Commission des transports et des télécommunications (CTT) et à la Commission de la politique de sécurité (CPS) à partir de 2011. Elle ne se représente pas pour un sixième mandat aux élections fédérales de 2023.